# Walter Abel
Pour les articles homonymes, voir Abel (homonymie).

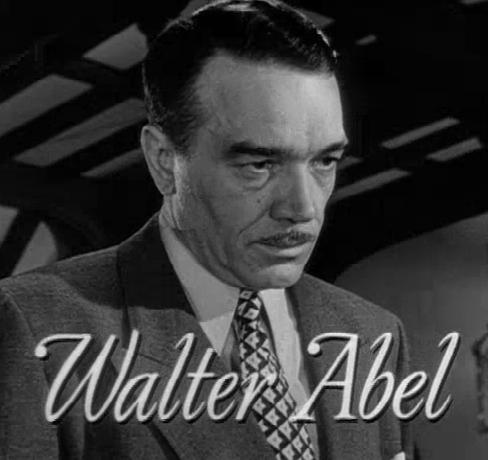
Dans 13, rue Madeleine (1947)

Walter Abel est un acteur américain, de son nom complet Walter Charles Abel, né à Saint Paul (Minnesota) le 6 juin 1898, mort d'une crise cardiaque à Essex (Connecticut) le 26 mars 1987.

## Biographie
Diplômé de l'American Academy of Dramatic Arts de New York, Walter Abel est très actif au théâtre, jouant dans de nombreuses pièces à Broadway entre 1919 et 1975.
Au cinéma, il apparaît dans deux films muets en 1918 et 1920, puis après l'avènement du parlant, de 1930 à 1984.
Il participe également, pour la télévision, à plusieurs séries et à trois téléfilms, de 1948 à 1976.

## Filmographie partielle

### Au cinéma
- 1930 : Liliom de Frank Borzage
- 1935 : Les Trois Mousquetaires (The Three Musketeers) de Rowland V. Lee
- 1936 : Furie (Fury) de Fritz Lang
- 1936 : Le Mystère de Mason Park (Two in the Dark) de Benjamin Stoloff
- 1936 : The Lady Consents de Stephen Roberts
- 1936 : The Witness Chair de George Nicholls Jr
- 1936 : We Went to College de Joseph Santley
- 1936 : Second Wife de Edward Kelly
- 1937 : La Lumière verte de Frank Borzage
- 1937 : Portia on Trial de George Nichols Jr.
- 1937 : Wise Girl de Leigh Jason
- 1938 : Law of the Underworld de Lew Landers
- 1938 : Menaces sur la ville (Racket Busters) de Lloyd Bacon
- 1938 : Les Hommes volants (Men with Wings) de William A. Wellman
- 1939 : King of the Turf de Alfred E. Green
- 1939 : First Offenders de Frank McDonald
- 1939 : Miracle on Main Street de Steve Sekely
- 1940 : Éveille-toi mon amour (Arise, my love) de Mitchell Leisen
- 1940 : Chantez, dansez, mes belles ! (Dance, Girl, Dance) de Dorothy Arzner
- 1940 : Who Killed Aunt Maggie ? de Arthur Lubin
- 1940 : Michael Shayne, Private Detective d'Eugene Forde
- 1941 : Glamour Boy de Ralph Murphy
- 1941 : La Folle Alouette (Skylark) de Mark Sandrich
- 1941 : Par la porte d'or (Hold back the Dawn) de Mitchell Leisen
- 1942 : Mabok, l'éléphant du diable (Beyond the Blue Horizon) d'Alfred Santell
- 1942 : La Sentinelle du Pacifique (Wake Island) de John Farrow
- 1942 : L'amour chante et danse (Holiday Inn) de Mark Sandrich
- 1943 : Au pays du rythme (Star Spangled Rythm) de George Marshall et divers
- 1943 : Les Anges de miséricorde (So Proudly we hail !) de Mark Sandrich
- 1944 : Femme aimée est toujours jolie (Mr. Skeffington) de Vincent Sherman
- 1945 : Les Caprices de Suzanne (The Affairs of Susan) de William A. Seiter
- 1946 : Le Laitier de Brooklyn (The Kid from Brooklyn) de Norman Z. McLeod
- 1947 : 13, rue Madeleine (13 Rue Madeleine) d'Henry Hathaway : Charles Gibson
- 1947 : Hollywood en folie (Variety Girl) de George Marshall
- 1948 : La Dame au manteau d'hermine (That Lady in Ermine) d'Ernst Lubitsch et Otto Preminger
- 1948 : Une femme au carrefour (Dream Girl), de Mitchell Leisen
- 1953 : Aventure dans le Grand Nord (Island in the Sky) de William A. Wellman
- 1953 : So This Is Love de Gordon Douglas
- 1954 : Les Gens de la nuit (Night People) de Nunnally Johnson
- 1957 : L'Arbre de vie (Raintree County) d'Edward Dmytryk
- 1957 : Bernardine d'Henry Levin
- 1964 : The Confession de William Dieterle
- 1965 : Mirage d'Edward Dmytryk
- 1984 : Grace Quigley d'Anthony Harvey

### À la télévision
- 1948-1949 : Série The Philco Television Playhouse, Saison 1, épisode 8 Un inspecteur appelle (An Inspector calls, pièce de John Boynton Priestley, 1948) et épisode 31 Macbeth (pièce de William Shakespeare ; 1949)
- 1951-1952 : Série Tales of Tomorrow, Saison 1, épisode 3 A Child is crying (1951) de Don Medford et épisode 12 Enemy unknown (1951) ; Saison 2, épisode 3 The Chase (1952) et épisode 9 The Tomb of King Taurus (1952)
- 1963 : Série Les Accusés (The Defenders), Saison 2, épisode 27 A Book for burning de David Greene
- 1973 : L'Homme qui n'avait pas de patrie (The Man without a Country), téléfilm de Delbert Mann

## Théâtre
Pièces jouées à Broadway
- 1919-1920 : Forbidden de Dorothy Donnelly
- 1922 : En remontant à Mathusalem (Back to Methuselah) de George Bernard Shaw
- 1923 : A Square Peg de Lewis Beach
- 1923 : Comme il vous plaira (As you Like it) de William Shakespeare, avec Margalo Gillmore, Ian Keith, Marjorie Rambeau
- 1923 : La Sonate des spectres (The Spook Sonata) d'August Strindberg
- 1924 : Fashion d'Anna Cora Mowatt
- 1924 : The Crime in the Whistler Room d'Edmund Wilson, avec Edgar Stehli
- 1924-1925 : S.S. Glencairn d'Eugene O'Neill, avec Walter Kingsford, Edgar Stehli
- 1924-1925 : Désir sous les ormes (Desire under the Elms) d'Eugene O'Neill, avec Walter Huston
- 1925 : Beyond de Walter Hasenclever
- 1925 : Michel Auclair de Charles Vildrac, avec Edgar Stehli
- 1925 : Amour pour amour (Love for Love) de William Congreve, avec Edgar Stehli
- 1925-1926 : The Enemy de Channing Pollock, avec Fay Bainter
- 1926 : La Maison du bourreau (Hangman's House) de Willard Mack, adaptation du roman éponyme de Donn Byrne, avec Katharine Alexander
- 1927 : The House of Women de Louis Bromfield, avec Elsie Ferguson
- 1928-1929 : Skidding d'Aurania Rouverol
- 1929 : S.S. Glencairn sus-visée (reprise), avec George Tobias
- 1929 : La Mouette (The Seagull) d'Anton Tchekhov
- 1929 : First Mortgage de Louis Weitzenkorn, avec Sara Haden
- 1930 : Les Bas-fonds (At the Bottom) de Maxime Gorki, adaptation de William L. Laurence, avec Richard Hale, Victor Kilian, Edgar Stehli, Ian Wolfe
- 1930 : La Mouette sus-visée (reprise), avec Victor Kilian, Ian Wolfe
- 1931 : Szereten egy szinesznot (I Love an Actress) de László Fodor, adaptation et mise en scène de Chester Erskine, avec Etienne Girardot, John Williams
- 1932 : Le deuil sied à Électre (Mourning becomes Electra) d'Eugene O'Neill
- 1932-1933 : When Ladies meet de Rachel Crothers, avec Spring Byington, Frieda Inescort, Herbert Rawlinson, Selena Royle
- 1933 : A Divine Drudge de Vicki Baum et John Golden, avec Mady Christians, Josephine Hull, Victor Kilian
- 1933 : The Drums begin d'Howard Irving Young, mise en scène par George Abbott, avec Kent Smith
- 1934 : Wife Insurance de Frederick J. Jackson
- 1934 : Invitation to a Murder de Rufus King, avec Humphrey Bogart, Gale Sondergaard
- 1934-1935 : Merrily We Roll Along de George S. Kaufman (également metteur en scène) et Moss Hart, avec Charles Halton, Jessie Royce Landis, Mary Philips
- 1936-1937 : The Winglers Victory de Maxwell Anderson, avec Kent Smith
- 1945-1946 : The Mermaids singing de (et mise en scène par) John Van Druten, avec Frieda Inescort
- 1946 : Parlor Story de William McCleery
- 1949 : The Biggest Thief in Town de Dalton Trumbo, avec Thomas Mitchell, Fay Roope, Rhys Williams
- 1950 : The Wisteria Trees de Joshua Logan (également coproducteur et metteur en scène), d'après La Cerisaie (The Cherry Orchard) d'Anton Tchekhov, avec Helen Hayes, Kent Smith
- 1952 : The Long Watch de Harvey Haislip, coproduite par Charles Coburn
- 1958-1959 : The Pleasure of his Company de Samuel Taylor et Cornelia Otis Skinner, avec George Peppard
- 1962 : Night Life de (et mise en scène par) Sidney S. Kingley, avec Neville Brand, Leonardo Cimino, Raymond St. Jacques
- 1967 : The Ninety Day Mistress de J.J. Coyle, avec Ruth Ford
- 1974 : Saturday Sunday Monday d'Eduardo De Filippo, mise en scène par Franco Zeffirelli, avec Eli Wallach
- 1975 : Trewlany of the 'Wells' d'Arthur Wing Pinero, avec Jeffrey Jones, John Lithgow, Mandy Patinkin, Meryl Streep